# 西谷田村
西谷田村（にしやだむら）は、群馬県の南東部、邑楽郡に属していた村。

## 地理
- 河川：渡良瀬川

## 歴史
- 1889年（明治22年）4月1日 - 町村制施行により、周辺7村（除川村、西岡村、西岡新田、離村、細谷村、大荷場村、大曲村）が合併し西谷田村が成立する。
- 1955年（昭和30年）2月1日 - 海老瀬村、大箇野村、伊奈良村と合併し板倉町となる。

## 交通

### 道路
- 県道
  - 群馬県道57号館林藤岡線